# Guadua weberbaueri
Guadua weberbaueri är en gräsart som beskrevs av Pilg.. Guadua weberbaueri ingår i släktet Guadua och familjen gräs. Inga underarter finns listade i Catalogue of Life.